# Розщеплення хребта
Розщілина хребта (інколи розщеплення хребта[джерело?], лат. Spina bifida) — дефект розвитку хребта, що полягає в аномальному розвитку хребта, яке викликане розщепленням — незакриттям хребетного каналу (іншими словами: відсутність задньої частини дуг хребців). Цей дефект виникає приблизно на 3-му тижні вагітності. Залежно від району залягання розрізняють грижі шийного, грудного, поперекового та крижового відділів. Добавки фолієвої кислоти під час вагітності зменшують ймовірність розвитку розщеплення хребта.

## Форми
Виділяють такі форми:

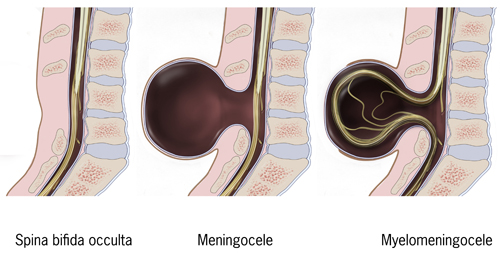
Різні форми spina bifida

- Приховані розщілини хребта (spina bifida occulta)
- Відкриті розщілини хребта (spina bifida uverta):
  - оболонкові форми (Meningocele)
  - корінцева форма (менінгорадикулоцеле)
  - мозкова форма (менінгомієлоцеле (або лат. myelomeningocele), менінгомієлорадикулоцеле)
  - кістозна форма (мієлоцистоцеле, сирингомієлоцеле)
- Рахішизис (area medullo-vasculosa)

## Симптоми

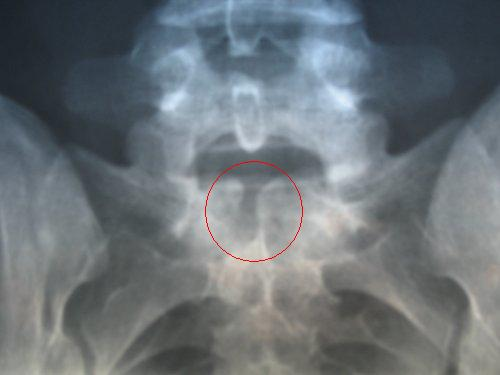
Рентгенівський знімок виявив розщеплення хребта на рівні S1

Наслідки розщеплення хребта залежать від тяжкості дефекту та його локалізації. Наслідками цього дефекту іноді можуть бути легкі болі або певні труднощі в русі, спричинені порушеною іннервацією м'язів, їх втомою або слабкістю (непідтримувані або погано підвішені м'язи повинні виконувати в декілька разів більше роботи, ніж м'язи здорової людини), але також можуть бути значно серйознішими, як їх параліч, що може спричинити повну іммобілізацію. Окрім дефектів хребта, серед інших симптомів є деформація суглобів нижніх кінцівок, грижі, які можуть призвести до паралічу нервів (викликаючи порушення шкірного відчуття, а при ускладненні пролежнів), труднощі з проходженням фекалій (параліч м'язів прямої кишки) або сечі — нейрогенний сечовий міхур, а отже, розвиток численних інфекцій сечовивідних шляхів тощо. Запущені стадії цього дефекту часто супроводжуються мозковою грижею (лат. Myelomeningocoele).

## Лікування
Ортопедичне лікування залежить від ступеня ускладнення. Багато людей, які живуть з цим дефектом, можуть навіть не знати про його існування, оскільки він може не заважати нормальному функціонуванню. Деякі діти потребують коригуючої гімнастики та ортопедичних засобів, таких як ортопедичні устілки або, у гірших випадках, милиці чи ортези.